# Grootoosten van Luxemburg
Het Grootoosten van Luxemburg (G.O.L.), in het Frans Grand Orient de Luxembourg en in het Duits Großorient von Luxemburg, is een gemengde, irreguliere obediëntie oftewel koepel van vrijmetselaarsloges met zetel in het Groothertogdom Luxemburg en loges in België, Nederland en Duitsland. Het lidmaatschap van het G.O.L. staat open voor mannen en vrouwen. Anno 2025 telt de obediëntie tien loges.
De obediëntie is oprichtend lid van de internationale koepelorganisatie van vrijzinnige obediënties  C.L.I.P.S.A.S. Tevens is zij lid van de koepelorganisatie European Masonic Alliance (E.M.A.) en voormalig lid van S.I.M.P.A. Zij heeft hechte banden met verwante obediënties als Le Droit Humain (Luxemburg), het Grootoosten van België en het Grand Orient de France.

## Geschiedenis
In 1926 werd de - nog steeds bestaande - Grande Loge de Luxembourg opgericht als reguliere obediëntie. Na de Tweede Wereldoorlog ontstonden hierbinnen spanningen tussen aanhangers van de reguliere en de irreguliere vrijmetselarij. Dit resulteerde in de initiële oprichting door loge 'l'Espérance' van het Grootoosten van Luxemburg op 26 november 1959. Hierbij werden ook de loges 'Liberté' en 'Tolérance' opgericht.
In 1968 kwamen de werkzaamheden van het G.O.L. tot een voorlopig einde. In 1969 begon de loge 'l'Espérance' opnieuw haar werkzaamheden als autonome loge. Op 2 oktober 1982 werd het G.O.L.  heropgericht door de loges 'l'Espérance',  'Liberté' en 'Tolérance'. Een van de oprichtende loges was gemengd.
Vanuit 'l'Espérance'  werd op 17 oktober 1987 een dochterloge opgericht, 'Tradition et Progrès'. De moederloge verliet echter het G.O.L. in 1990 en ging over naar het Grootoosten van België.
In 1991 werd de Duitse loge 'Licht und Wahrheit' lid van het G.O.L, gevolgd in 1999 door de eveneens Duitse loge 'Carpe Diem' en de Belgische loge 'Montaigne'. Op 22 januari 2005 traden de Nederlandse loge 'Fiat Lux' en de Belgische loge 'De Ruwe Kassei' toe tot het G.O.L. Op 20 oktober 2005 werden zij gevolgd door de Belgische loge 'Diogenes' en de Luxemburgse loge 'La Fayette'. In 2016 ten slotte trad de Belgische loge 'Socrate' toe.

## Ritus en graden
De loges van het Grootoosten van Luxemburg werken uitsluitend in de basisgraden van leerling, gezel en meester volgens de Franse Ritus. Uitzondering is loge 'Europe et Fraternité' die de Aloude en Aangenomen Schotse Ritus hanteert.

## Aangesloten loges

### Actieve loges
Het Grootoosten van Luxemburg kent anno 2025 tien actieve loges
| Nr.       | Naam                 | Zetel            | Oprichting | Toelichting         |
| --------- | -------------------- | ---------------- | ---------- | ------------------- |
| Luxemburg |                      |                  |            |                     |
| 2         | Liberté (*)          | Luxemburg (stad) | 1958       | toegetreden in 1982 |
| 3         | Tolérance (*)        | Luxemburg (stad) | 1959       | toegetreden in 1982 |
| 4         | Tradition et Progrés | Luxemburg (stad) | 1987       |                     |
| 11        | La Fayette           | Luxemburg (stad) | 2005       |                     |
| 12        | Europe et Fraternité | Luxemburg (stad) | 2015       |                     |
| Duitsland |                      |                  |            |                     |
| 5         | Licht und Wahrheit   | Bonn             | 1985       | toegetreden in 2005 |
| België    |                      |                  |            |                     |
| 9         | De Ruwe Kassei       | Gent             | 2004       | toegetreden in 2005 |
| 10        | Diogenes             | Turnhout         | 1984       | toegetreden in 2005 |
| 13        | Socrate              | Luik             |            | toegetreden in 2016 |
| Nederland |                      |                  |            |                     |
| 8         | Fiat Lux             | Leeuwarden       | 1939 (LDH) | overgegaan in 2005  |

### Inactieve loges
Het Grootoosten van Luxemburg kent een drietal slapende of voormalige loges:
| Nr. | Naam            | Zetel          | Oprichting | Opheffing/ Overgang | Toelichting                            |
| --- | --------------- | -------------- | ---------- | ------------------- | -------------------------------------- |
| 1   | L'Espérance (*) | Luxemburg stad | 1848       | 1990                | Overgegaan naar Grootoosten van België |
| 6   | Carpe Diem      | Heidelberg     | 1998       | 2018                | Opgeheven                              |
| 7   | Montaigne       | Luik           | 2000       |                     |                                        |

(*) stichtende loge Grootoosten van Luxemburg